# 손지열
손지열(孫智烈, 1947년 6월 23일 ~ 2019년 3월 5일)은 대한민국의 법조인이다.

## 학력
- 경기고등학교
- 서울대학교 법학 학사
- 서울대학교 사법대학원
- 마르부르크 대학교 대학원

## 경력
- 2006년 ~ 2019년 : 김&장 법률사무소 변호사
- 2005년 12월 ~ 2006년 10월 : 제14대 중앙선거관리위원회 위원장.
- 2003년 9월 ~ 2005년 10월 : 제16대 법원행정처 처장.
- 2000년 7월 ~ 2006년 7월 : 대법원 대법관.
- 1999년 10월 ~ 2000년 : 법원행정처 차장.
- 1997년 2월 ~ 1999년 : 서울지방법원 형사수석부장판사.
- 1993년 10월 ~ 1994년 : 법원행정처 기획조정실장.
- 1992년 8월 ~ 1993년 : 대법원 수석재판연구관.
- 1992년 8월 ~ 1999년 : 서울고등법원 부장판사.
- 1991년 2월 ~ 1992년 : 서울지방법원 의정부지원장.
- 1988년 8월 ~ 1991년 : 법원행정처 법정국 국장.
- 1985년 9월 ~ 1986년 : 부산지방법원 부장판사.
- 1984년 9월 ~ 1985년 : 대법원 재판연구관.
- 1983년 2월 ~ 1985년 : 법원행정처 법정심의관.
- 1982년 3월 ~ 1984년 : 서울고등법원 판사.
- 1981년 9월 ~ 1984년 : 법원행정처 법정심의관.
- 1980년 9월 ~ 1981년 : 대구지방법원 김천지원장.
- 1974년 2월 ~ 1980년 : 서울민사지방법원 판사.
- 1971년 3월 ~ 1974년 1월 : 해군법무관.
- 1968년 : 제9회 사법시험 합격.

| 전임 이강국 | 제17대 법원행정처장 2003년 9월 18일 ~ 2005년 10월 20일 | 후임 장윤기 |

| 전임 이용훈 | 제14대 중앙선거관리위원회 위원장 2005년 12월 5일 ~ 2006년 10월 20일 | 후임 고현철 |